# 라인 샌드버그
라인 디 샌드버그(Ryne Dee Sandberg, 1959년 9월 18일 ~ 2025년 7월 28일)는 미국의 전 프로 야구 선수, 현 야구 감독으로, 별명은 "라이노"("Ryno")이다. 메이저 리그 베이스볼(MLB)의 필라델피아 필리스와 시카고 컵스 16시즌 동안 2루수로 뛰었다. 2013년부터 2015년까지 필리스의 감독을 역임했다.
1978년 필라델피아 필리스에 지명되어 3년 뒤 메이저 리그에 데뷔했다. 다음해 시카고 컵스로 트레이드되어 그해부터 주전을 꿰차기 시작했다. 1984년부터 1993년까지 10년 연속 올스타로 선정되었으며, 1983년부터 1991년까지 9년 연속 골드 글러브 상을 수상했다. 2루수로 통산 .989의 수비율을 기록했다. 2005년에 미국 야구 명예의 전당에 입성했다.